# St. Michael (Schönhagen)

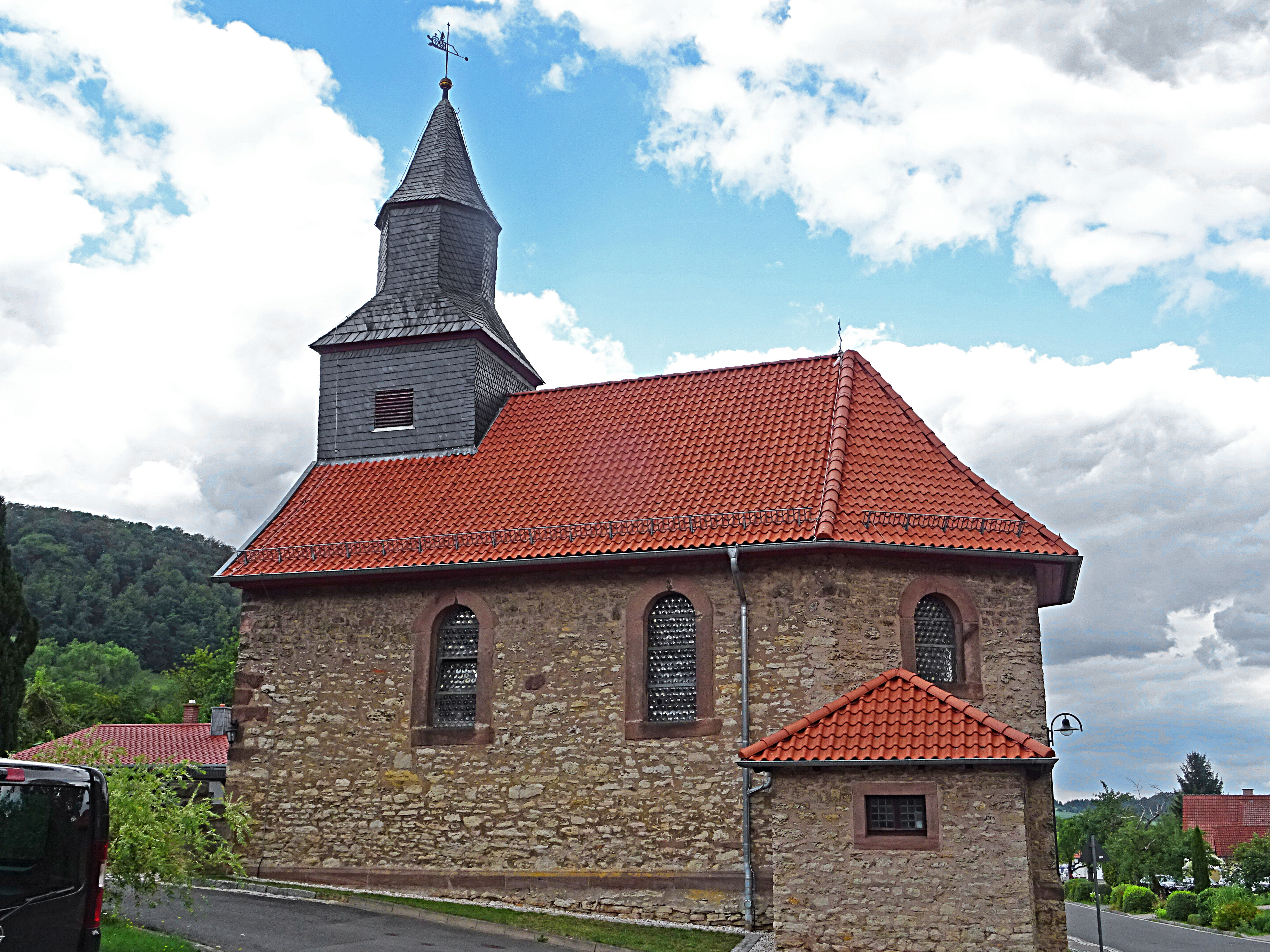
St. Michael

Die römisch-katholische Filialkirche St. Michael steht in Schönhagen in der Landgemeinde Uder im thüringischen Landkreis Eichsfeld. Sie ist Filialkirche der Pfarrei St. Jakobus Uder im Dekanat Heiligenstadt des Bistums Erfurt. Sie trägt das Patrozinium des heiligen Erzengel Michael.

## Geschichte
Über dem Eingangsbogen des Gotteshauses weist die Jahreszahl 1741 auf die Erbauungszeit. Der Kirchenbau wurde, wie berichtet wird, hauptsächlich von einem Johann Stitz finanziert.

## Ausstattung

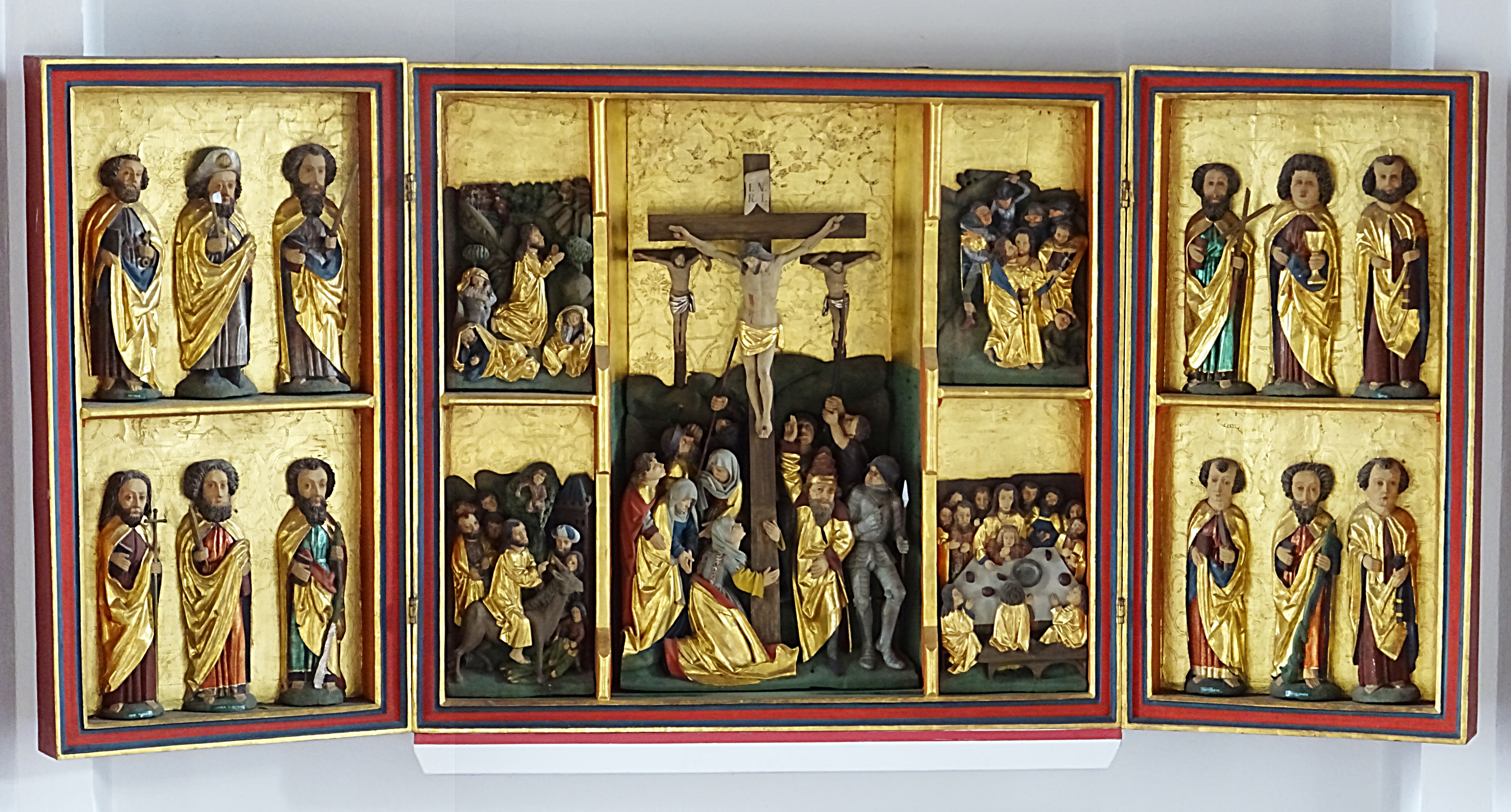
Der Passionsaltar

In den zweigeschossigen Seitenflügeln des Altars sind vor vergoldetem Hintergrund die zwölf Apostel dargestellt, im Mittelschrein die Kreuzigung.